# فؤاد رشید
فؤاد رشید (انگلیسی: Fouad Rachid؛ زادهٔ ۱۵ نوامبر ۱۹۹۱) بازیکن فوتبال اهل اتحاد قمر است.
از باشگاه‌هایی که در آن بازی کرده‌است می‌توان به باشگاه فوتبال نانسی اشاره کرد.
وی همچنین در تیم ملی فوتبال اتحاد قمر بازی کرده‌است.